# Peinture à l'huile et au vinaigre
peinture à l'huile et au vinaigre est un essai de Jean-Louis Fournier publié en 1994.

## Résumé
On se moque joyeusement du respect pompeux dont on entoure la peinture en racontant des tableaux qui auraient pu germer dans l'esprit tordu des mauvais élèves des grands peintres. 